# Maria Orlova
Pour les articles homonymes, voir Orlova.
Maria Orlova, née le 14 avril 1988 est une skeletoneuse russe active depuis 2008. Le 18 janvier 2013, elle décroche son premier podium en Coupe du monde à Igls. Elle y obtient ainsi la médaille d'argent des Championnats d'Europe, derrière sa compatriote Elena Nikitina qui a gagné cette manche. Mais en mars suivant, toute sa saison est annulée du fait de plusieurs irrégularités.
Prenant part aux Jeux olympiques de Sotchi en 2014, elle en est disqualifiée rétroactivement en 2017, et bannie à vie des Jeux olympiques, son échantillon de contrôle antidopage ayant disparu comme ceux d'une trentaine d'autres athlètes russes.

## Palmarès
- Jeux olympiques
  - 6e des Jeux olympiques de Sotchi 2014
- Championnats d'Europe
  -  : médaille d'argent en 2013 (annulée)

- Coupe du monde
  - Meilleur classement général : 10e en 2014.
  - 2 podiums